# Марріт Ленстра
Марріт Ленстра (нід. Marrit Leenstra, 10 травня 1989) — нідерландська ковзанярка, олімпійська чемпіонка,  чемпіонка світу. 
Золоту олімпійську медаль та звання олімпійської чемпіоки Марріт виборола на Іграх 2014 року в Сочі в складі збірної Нідерландів у командній гонці на 3000 м.

## Зовнішні посилання
- Досьє на www.speedskatingstats.com [Архівовано 21 лютого 2014 у Wayback Machine.]